# 芳野美樹
芳野 美樹（よしの みき、1971年1月12日 - ）は、日本の女性声優。茨城県出身。血液型はB型。

## 人物
- 芸歴：勝田声優学院・代々木アニメーション学院・日本ナレーション演技研究所・アーツビジョン・アクロスエンタテインメント
- 趣味・特技：剣道初段、乗馬、作詞[2]

## 出演
太字はメインキャラクター。

### テレビアニメ
1996年
- YAT安心!宇宙旅行（生徒、子供、マリリン）

1998年
- 快傑蒸気探偵団（婦長）
- よいこ（野口先生）

1999年
- イソップワールド（サウス、ヘンリー）

2000年
- GEAR戦士電童（浅野愛子）
- HAND MAID メイ（店員）
- ファーブル先生は名探偵（アンヌ）

2002年
- 天使な小生意気（B子）

2003年
- DEAR BOYS（秋吉夢津美）
- ポケットモンスター アドバンスジェネレーション（アリサ）

### OVA
- ダイノゾーン（ダイノイクチオ）
- ふたりエッチ（ビデオの女の子）

### ゲーム
1996年
- トワイライトシンドローム（逸島チサト）
- ブレインデッド13（ビビ）

1997年
- サターンボンバーマンファイト!!（デラル）
- バトルサーキット（ピンク・オーストリッチ）

1998年
- 個人教授（吉村由美子）
- ツアーパーティー 卒業旅行にいこう（夕凪静乃、地雷女）
- どきどきポヤッチオ（マリア）

1999年
- Little Lovers SHE SO GAME（関口牧子、バスガイド）

2000年
- シーバス1-2-3 〜DESTINY! 運命を変える者!〜

2001年
- アーマード・コア2 アナザーエイジ（バレーナ社代表）
- サモンナイト（セシル）
- ZONE OF THE ENDERS Z.O.E（エイダ）
- トゥルーラブストーリー3（二階堂時子）

2003年
- ANUBIS ZONE OF THE ENDERS（エイダ）

2018年
- グランブルーファンタジー（ジェフティ〈エイダ〉）

### 吹き替え
- フットルース（ラスティ〈サラ・ジェシカ・パーカー〉）※DVD版

### 特撮
- 電磁戦隊メガレンジャー（1997年、バラネジレの声）

### ドラマCD
- Weiß kreuz Dramatic Collection I The Holy Children（1997年、エリコ）
- 天からトルテ!CDドラマ（1998年、曼珠沙華可憐）